# 러브 챕터 원
《러브 챕터 원》(Love Chapter. 1)은 가수 바비 킴의 스페셜 음반이다. KTF 뮤직이 이 음반의 배급을 담당하였다.

## 수록곡
1. 마마(MaMa)
2. 화이트 메모리(White Memory)
3. 사랑 그 놈
4. 넌 모르지
5. 온리 유(Only You)
6. 천 번을 더해도
7. 약한 남자
8. 바래다주고 오는길
9. 소나무